# Pejkovac
Pejkovac (en serbe cyrillique : Пејковац) est une localité de Serbie située dans la municipalité de Žitorađa, district de Toplica. Au recensement de 2011, elle comptait 1 163 habitants.
Pejkovac est officiellement classé parmi les villages de Serbie.

## Démographie

### Évolution historique de la population
| 1948  | 1953  | 1961  | 1971  | 1981  | 1991  | 2002  | 2011  |
| ----- | ----- | ----- | ----- | ----- | ----- | ----- | ----- |
| 1 224 | 1 316 | 1 336 | 1 285 | 1 383 | 1 327 | 1 276 | 1 163 |

|  |